# In My Place
In My Place – piosenka rockowej grupy Coldplay, pochodząca z jej drugiego albumu, A Rush of Blood to the Head. Była trzecim utworem zespołu, który zdołał dotrzeć do pierwszej dziesiątki listy UK Singles Chart, gdzie zajął miejsce 2. Regionalne wydania dostępne były w Wielkiej Brytanii, Europie, Holandii, Francji, Kanadzie i Australii, z kolei wydania promo CD ukazały się w Stanach Zjednoczonych, Wielkiej Brytanii, Japonii oraz we Francji. Okładkę wydania singla stanowiło zdjęcie gitarzysty grupy, Jonny’ego Bucklanda, zrobione przez Sølve’a Sundsbø.
„In My Place” była jedną ze „starych-nowych” piosenek Coldplay, które znalazły się na A Rush of Blood to the Head. Została ona napisana podczas nagrywania pierwszego albumu zespołu, Parachutes. Utwór był regularnie wykonywany podczas koncertów w ramach trasy A Rush of Blood to the Head Tour.
W 2003 roku piosenka zdobyła nagrodę Grammy.
„In My Place” w 2006 roku została wykorzystana w jednym z odcinków serialu telewizyjnego Dowody zbrodni.
Wielu krytyków uznało, że główny riff gitarowy utworu, ma bardzo zbliżone brzmienie do charakterystycznego, rozpoznawalnego riffu The Edge’a z U2.
W piosence mocno odczuwalne są wpływy utworu „When the Levee Breaks” Led Zeppelin.
Teledysk utworu został nakręcony przez Sophie Muller.

## Lista utworów
1. „In My Place”
2. „One I Love”
3. „I Bloom Blaum”

## Certyfikaty i sprzedaż
| Kraj                  | Certyfikat  | Sprzedaż |
| --------------------- | ----------- | -------- |
| Portugalia (AFP)      | złota płyta | 20 000+  |
| Wielka Brytania (BPI) | złota płyta | 400 000+ |
| Włochy (FIMI)         | złota płyta | 35 000+  |